# Bastutjärnen (Stöde socken, Medelpad, 693329-154158)
Bastutjärnen är en sjö i Sundsvalls kommun i Medelpad som ingår i Ljungans huvudavrinningsområde. Sjön har en area på 0,1 kvadratkilometer och ligger 309,1 meter över havet. Sjön avvattnas av vattendraget Hemgravsån (Lycksjöån).

## Delavrinningsområde
Bastutjärnen ingår i det delavrinningsområde (693356-154123) som SMHI kallar för Utloppet av Bastutjärnen. Medelhöjden är 328 meter över havet och ytan är 0,54 kvadratkilometer. Räknas de 4 avrinningsområdena uppströms in blir den ackumulerade arean 22,24 kvadratkilometer. Hemgravsån (Lycksjöån) som avvattnar avrinningsområdet har biflödesordning 2, vilket innebär att vattnet flödar genom totalt 2 vattendrag innan det når havet efter 62 kilometer. Avrinningsområdet består mestadels av skog (82 procent). Avrinningsområdet har 0,1 kvadratkilometer vattenytor vilket ger det en sjöprocent på 18,2 procent.